# Saint-Révérien
Saint-Révérien è un comune francese di 217 abitanti situato nel dipartimento della Nièvre nella regione della Borgogna-Franca Contea.

## Società

### Evoluzione demografica
Abitanti censiti